# Emtunga (företag)
Emtunga är ett företag som grundades i Emtunga av Bertil Gustavsson 1945, då under namnet Emtunga Mekaniska Verkstad AB. I början försåg han lokala lantbrukare med jordbruksutrustning som trycktankar. Den första bostadsmodulen levererades 1974 till en oljeplattform på Nordsjön. Gustavssons båda söner tog över Emtunga Mekaniska Verkstad (EMV) 1976 och drev bolaget vidare mot olje- och gasindustrin. Under 1980-talet utvidgades verksamheten till att leverera telekommoduler för mobila basstationer. 1983 levererades de första telekommunikationsmodulerna till Ericsson. 1986 levereras de första farmaceutiska modulerna till Pharmadule.

## Emtunga International AB
IDI (Industrial Development & Investment AB) förvärvade EMV 1998 och bytte då namnet till Emtunga International AB.

## Pharmadule Emtunga AB
Pharmadule Emtunga bildades genom ett samgående mellan Pharmadule och Emtunga International AB 2001, vilket gav ett komplett företag med fokus på läkemedels-, offshore- och telekomindustrin. Emtunga har då redan i femton år varit enda tillverkare av Pharmadules moduler. 2001 skapas den separate divisionen Flexenclosure som i dag är ett fristående företag baserat i Vara. 3i köpte Pharmadule Emtunga första kvartalet 2004 från IDI och andra ägare. Pharmadule Emtunga hade då 600 anställda och verksamhet i Emtunga, Vara, Göteborg och Stockholm. 

## Emtunga Offshore AB
1 september 2007 separeras de två operativa divisionerna i Pharmadule Emtunga AB och Pharmadule AB och Emtunga Offshore AB bildas.
I oktober 2008 ansöker Emtunga Offshore AB om företagsrekonstruktion.
17 december 2008 ansöker Emtunga Offshore AB om konkurs. Det är ett resultat av att företagets största kund – MPF Corp. Ltd – hamnar i obestånd på grund av finanskrisen. Det handlar om runt 100 miljoner kronor som Emtunga inte har fått in. Konkursen är också ett resultat av den globala finanskrisen. Emtunga Offshore har då 140 anställda i Arendal, Göteborg och Emtunga, Vara.

## Leirvik Emtunga LQ AB
I februari 2009 köper Norska Leirvik MT delar av konkursföretaget Emtunga Offshore och bildar Leirvik Emtunga LQ AB. Bolaget Leirvik Emtunga LQ AB kommer inte att ha någon egen tillverkning av bostadshotell till oljeborrplattformar, utan kommer bara att ha personal inom marknadsföring, konstruktion och projektledning.

## Apply Leirvik Emtunga AB
I november 2009 byter LEIRVIK Emtunga LQ AB namn til Apply Leirvik Emtunga AB.